# Émilie Munera
Émilie Munera est une journaliste et musicologue française.

## Biographie
Émilie Munera est titulaire d'un diplôme d'enseignement de l'histoire de la musique de l'École normale de musique de Paris. Elle suit ensuite le cursus musicologie de l'université Paris-VIII.

## Carrière professionnelle
En tant que journaliste, Émilie Munera intègre tout d'abord les rédactions de France Bleu et de Piano Magazine. Aux côtés de Lionel Esparza, elle est responsable de la revue de presse musicale de la matinale Deux Sets à Neuf sur France Musique, avant d'animer la matinale du samedi matin. Lors de la saison 2010-2011, elle rejoint Alex Taylor pour la matinale. Émilie Munera présente Changez de disque !, une émission consacrée aux sorties musicales à partir d'août 2011, puis l'émission En pistes ! sur une idée similaire avec Rodolphe Bruneau-Boulmier,,,.  
Elle co-anime régulièrement la soirée annuelle des Diapasons d'or. Elle est également professeure de piano et de solfège. 
Émilie Munera est co-auteure aux côtés d'Alexis Goyer des ouvrages Rocktionary : pourquoi les noms des groupes ? et Rocktionary 2 : pourquoi les titres de chansons ?, consacrés à l'origine des noms de groupe de rock et à la naissance des chansons.

## Publications
- Rocktionary : pourquoi les noms des groupes ?, Alexis Goyer, Émilie Munera, Éditions de Tournon, 239 p., 2007  (ISBN 2351440536)
- Rocktionary 2 : pourquoi les titres de chansons ?, Alexis Goyer, Émilie Munera, Éditions de Tournon, 196 p., 2013  (ISBN 2351440900)